# Liste der Abgeordneten zum Landtag Steiermark (VIII. Gesetzgebungsperiode)
Diese Liste der Abgeordneten zum Landtag Steiermark (VIII. Gesetzgebungsperiode) listet alle Abgeordneten zum Steiermärkischen Landtag in der VIII. Gesetzgebungsperiode vom 12. November 1974 bis zum 23. Oktober 1978 auf. Bei der Landtagswahl 1974 erreichte die Österreichische Volkspartei (ÖVP) 31 der 56 Landtagssitze und errang damit nach 1945 und 1965 zum dritten Mal die absolute Mandatsmehrheit, wobei sie gegenüber 1970 drei Mandat hinzugewinnen konnte. Die Sozialistische Partei Österreichs (SPÖ) verlor hingegen drei Mandate und stellte nur noch 23 Abgeordnete im Landtag. Die Freiheitliche Partei Österreichs (FPÖ) hielt trotz leichter Verluste ihre zwei Mandate. Nach der Angelobung der Abgeordneten 12. November 1974 wählte der Landtag noch am selben Tag die Landesregierung Niederl II.

## Funktionen

### Landtagspräsidenten
Zum Landtagspräsidenten wurde in der konstituierenden Sitzung Hanns Koren (ÖVP) wiedergewählt, wobei seine Wahl einstimmig erfolgte. Koren hatte die Funktion des Landtagspräsidenten bereits 1970 übernommen und war zuvor Landeshauptmannstellvertreter gewesen. Das Amt des 2. Landtagspräsidenten übernahm zunächst der SPÖ-Politiker Franz Ileschitz, wobei Ileschitz sein Amt als Landtagspräsident am 21. Oktober 1975 zurücklegte, da er zuvor zum neuen Präsidenten der Steirischen Arbeiterkammer gewählt worden. Während Ileschitz Landtagsabgeordneter blieb, folgte ihm Hans Gross (SPÖ) am 21. Oktober 1975 als neuer 2. Landtagspräsident nach. Zum 3. Landtagspräsidenten wurde am 12. November 1974 nach einstimmiger Wahl Franz Feldgrill (ÖVP) gekürt.

### Ordner und Schriftführer
In der ersten Landtagssitzung wurden Hermann Ritzinger (ÖVP), Josef Lind (ÖVP), Hans Brandl (SPÖ) und Traute Hartwig (SPÖ) gewählt. Die Funktion von Ordnern übernahmen die Abgeordneten Josef Schrammel (ÖVP), Alexander Haas (ÖVP), Hans Karrer (SPÖ) und Johann Fellinger (SPÖ).

### Landtagsabgeordnete
Die 56 Landtagsmandate wurde in vier Landtagswahlkreisen vergeben. Dies waren die Landtagswahlkreise 1 (Graz und Umgebung), 2 (West- und Südsteiermark), 3 (Oststeiermark) und 4 (Obersteiermark). Von den 56 Mandaten wurden drei Mandate als Reststimmenmandate (R) vergeben.
| Name                 | Partei | Wahlkreis | Anmerkung                                                                                               |
| -------------------- | ------ | --------- | --- |
| Aichhofer Johann     | ÖVP    | 2         | am 19. November 1974 für einen in die Regierung gewählten Abgeordneten nachgerückt                      |
| Aichholzer Friedrich | SPÖ    | 2         | |
| Bammer Hannes        | SPÖ    | 4         | Mandatsverzicht nach der Wahl in die Landesregierung in der 1. Landtagssitzung                          |
| Bischof Julie        | SPÖ    | 4         | |
| Brandl Hans          | SPÖ    | 4         | |
| Buchberger Rupert    | ÖVP    | 3         | |
| Dorfer Leopold       | ÖVP    | 1         | |
| Eberdorfer Siegfried | ÖVP    | 4         | bis 19. August 1977                                                                                     |
| Eichtinger Karl      | ÖVP    | 4         | |
| Erhart Alois         | SPÖ    | 4         | ab 21. April 1976                                                                                       |
| Feldgrill Franz      | ÖVP    | 2         | |
| Fellinger Johann     | SPÖ    | 4         | |
| Fuchs Hans Georg     | ÖVP    | 1         | |
| Gratsch Walter       | SPÖ    | 3         | |
| Gruber Josef         | SPÖ    | 4         | Mandatsverzicht nach der Wahl in die Landesregierung in der 1. Landtagssitzung                          |
| Gross Hans           | SPÖ    | 1         | |
| Haas Alexander       | ÖVP    | 1         | |
| Hammer Kurt          | SPÖ    | 4         | ab 25. Oktober 1977                                                                                     |
| Hammerl Georg        | SPÖ    | 1         | am 19. November 1974 für einen in die Regierung gewählten Abgeordneten nachgerückt                      |
| Hartwig Traute       | SPÖ    | 1         | bis 16. Juni 1976                                                                                       |
| Heidinger Helmut     | ÖVP    | 2         | |
| Heidinger Gerhard    | SPÖ    | R         | |
| Ileschitz Franz      | SPÖ    | 1         | |
| Jamnegg Johanna      | ÖVP    | 1         | |
| Jungwirth Kurt       | ÖVP    | 1         | Mandatsverzicht nach der Wahl in die Landesregierung in der 1. Landtagssitzung                          |
| Karrer Hans          | SPÖ    | 4         | |
| Klauser Christoph    | SPÖ    | 2         | Mandatsverzicht nach der Wahl in die Landesregierung in der 1. Landtagssitzung                          |
| Klobasa Alois        | SPÖ    | 3         | |
| Kohlhammer Walter    | SPÖ    | 2         | am 19. November 1974 für Christoph Klauser angelobt                                                     |
| Koiner Simon         | ÖVP    | 4         | |
| Kollmann Franz       | ÖVP    | 4         | am 19. November 1974 für einen in die Regierung gewählten Abgeordneten nachgerückt                      |
| Koren Hanns          | ÖVP    | 1         | |
| Krainer Josef        | ÖVP    | 4         | Mandatsverzicht nach der Wahl in die Landesregierung in der 1. Landtagssitzung                          |
| Lackner Karl         | ÖVP    | 4         | |
| Laurich Harald       | SPÖ    | 4         | |
| Lind Josef           | ÖVP    | 3         | |
| Loidl Josef          | SPÖ    | 4         | |
| Lußmann Hermann      | ÖVP    | 4         | ab 25. Oktober 1977                                                                                     |
| Maitz Karl           | ÖVP    | R         | |
| Marczik Adolf        | ÖVP    | 4         | |
| Neuhold Johann       | ÖVP    | 3         | |
| Niederl Friedrich    | ÖVP    | 3         | Mandatsverzicht nach der Wahl in die Landesregierung in der 1. Landtagssitzung                          |
| Nigl Anton           | ÖVP    | 1         | |
| Piaty Richard        | ÖVP    | 3         | |
| Pichler Simon        | SPÖ    | 4         | bis 13. April 1976                                                                                      |
| Pinegger Adolf       | ÖVP    | 2         | am 19. November 1974 für Franz Wegart angelobt                                                          |
| Pöltl Erich          | ÖVP    | 3         | |
| Pölzl Heribert       | ÖVP    | 3         | am 19. November 1974 für einen in die Regierung gewählten Abgeordneten nachgerückt, bis 2. Oktober 1978 |
| Pranckh Georg        | ÖVP    | 4         | |
| Premsberger Anton    | SPÖ    | 1         | |
| Ritzinger Hermann    | ÖVP    | 4         | |
| Schaller Hermann     | ÖVP    | 3         | |
| Schilcher Bernd      | ÖVP    | 1         | am 19. November 1974 für einen in die Regierung gewählten Abgeordneten nachgerückt                      |
| Schön Willibald      | SPÖ    | 4         | bis 9. November 1977                                                                                    |
| Schrammel Josef      | ÖVP    | 3         | |
| Sebastian Adalbert   | SPÖ    | 4         | |
| Sponer Alfred        | SPÖ    | 4         | am 19. November 1974 für einen in die Regierung gewählten Abgeordneten nachgerückt                      |
| Stepantschitz Gerd   | ÖVP    | 1         | |
| Stoisser Hans        | ÖVP    | 2         | |
| Strenitz Dieter      | SPÖ    | 1         | |
| Trummer Franz        | ÖVP    | 4         | |
| Turek Klaus          | FPÖ    | 1         | |
| Wegart Franz         | ÖVP    | 2         | Mandatsverzicht nach der Wahl in die Landesregierung in der 1. Landtagssitzung                          |
| Wimmler Karl         | FPÖ    | R         | |
| Zdarsky Annemarie    | SPÖ    | 1         | ab 30. Juni 1976                                                                                        |
| Zinkanell Josef      | SPÖ    | 2         | |
| Zoisl Peter          | SPÖ    | 2         | |